# Gurbrü
Gurbrü är en ort och kommun i distriktet Bern-Mittelland i kantonen Bern, Schweiz. Kommunen har 241 invånare (2023).